# Tell Berna
Tell Berna (n. 24 iulie 1891, Pelham⁠(d), New York, SUA – d. 5 aprilie 1975, Nantucket, Massachusetts, SUA) a fost un atlet ce a reprezentat Statele Unite ale Americii, medaliat olimpic. A participat la o ediție a Jocurilor Olimpice (1912) în care a câștigat medalia de aur în proba de 3000 m pe echipe.

## Palmares
| An   | Competiție        | Locație           | Loc | Eveniment        | Note    |
| ---- | ----------------- | ----------------- | --- | ---------------- | ------- |
| 1912 | Jocurile Olimpice | Stockholm, Suedia | 5   | 5000 m           | 15:10,0 |
| 1912 | Jocurile Olimpice | Stockholm, Suedia | 1   | 3000 m pe echipe | 9 pct.  |
| 1912 | Jocurile Olimpice | Stockholm, Suedia | –   | cros             | NT      |
| 1912 | Jocurile Olimpice | Stockholm, Suedia | –   | cros pe echipe   | NT      |